# Animali velenosi
Con il termine animali velenosi, si intende indicare una specifica cerchia di esseri viventi che usano sostanze con effetti dannosi temporanei o permanenti, fino a letali, attraverso un meccanismo chimico. Questi animali possono essere trovati in quasi tutte le categorie tassonomiche definite dal sistema di classificazione scientifica. La disciplina scientifica che studia i veleni e la loro azione è la tossicologia. Altre discipline studiano singoli aspetti scientifici, così la medicina veterinaria studia una sostanza in grado di contrastare l'azione di un veleno chiamata "antidoto".
Per ovviare all'impossibilità di comparare la tossicità delle dosi di veleno per ogni specie vivente vista l'enorme diversificazione delle stesse, si è ricorso a una formula in base alla quale si asserisce che LD50 (Lethal Dose 50, dose letale 50) è la dose in mg di una sostanza in grado di uccidere la metà di una popolazione campione (misurata in kilogrammi) di ratti adulti esposta ad essa. Per fare un esempio dunque la vipera comune possiede un LD50 pari a 6, e ciò significa 6 mg di veleno per kilogrammo di topi; per il calabrone yak-killer il valore scende a 3 mentre nel Taipan dell'interno è pari ad appena 0,025.

## Animali velenosi pericolosi per l'uomo

### Serpenti

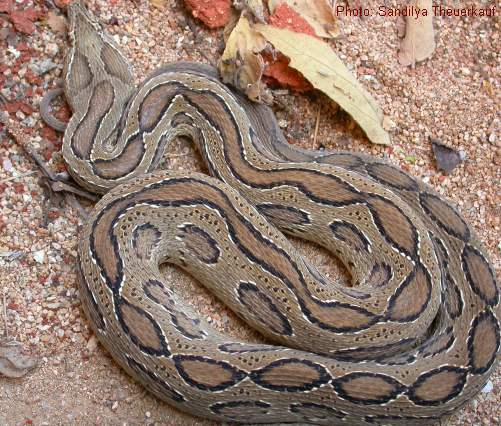
La vipera di Russell, uno dei viperidi più velenosi.

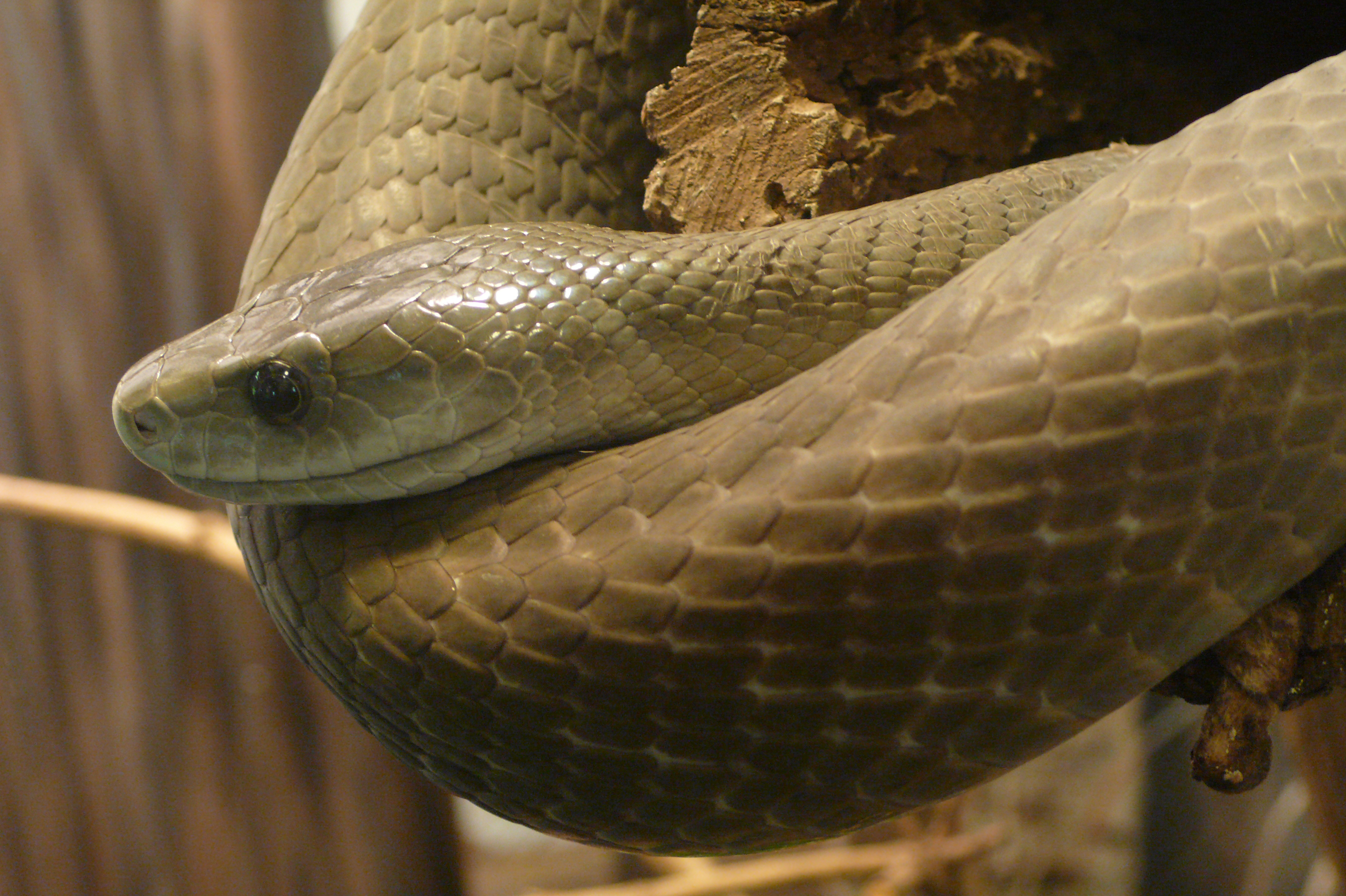
Il mamba nero è il serpente velenoso più veloce d'Africa, capace di spostarsi a 20 km/h.

Nell'immaginario comune lo stereotipo di animale velenoso è il serpente. Tutti i serpenti che sono dotati di veleno lo iniettano nella vittima grazie ai loro denti cavi, attraverso la ferita procurata dal morso. Il veleno viene secreto dalle ghiandole situate su entrambi i lati della testa ed espulso da muscoli specializzati.
La diversa composizione del veleno inoltre può comportare vari sintomi per ogni morso e solo il 15% circa dei serpenti possiede un veleno pericoloso per l'uomo. Il numero di morsi e di morti umane che i serpenti causano è in parte sconosciuto, ma alcune stime affidabili tuttavia indicano che ogni anno ci siano da 425.000 a 1.800.000 avvelenamenti da ofidi che causano 20.000-94.000 morti. In Italia gli ofidi velenosi appartengono alla famiglia dei viperidi, il cui veleno comporta sintomi simili per tutte le specie: inizialmente compare un dolore intenso nel punto della morsicatura, poi una tumefazione dovuta al morso, alla quale segue una sintomatologia generale da shock, con dolori gastrici ed intestinali, vomito e diarrea; in determinati casi specifici inoltre, in assenza di cure mediche adeguate, la morsicatura può portare addirittura al decesso.
L'Australia è il paese dei serpenti più velenosi al mondo; qui è possibile trovare almeno 18 specie di serpenti pericolosi per l'uomo, è inoltre la patria delle tre specie più letali in assoluto:
- Taipan dell'interno, è l'animale più velenoso conosciuto con un LD50 di 0,025 mg/kg, è addirittura 7 volte più velenoso di un serpente a sonagli del Mojave e 50 volte più velenoso di un cobra. È probabile che il veleno di un singolo morso del taipan dell'interno sia potente abbastanza per uccidere circa 250.000 topi, l'equivalente di 100 uomini o 2 elefanti maschi.[senza fonte] I sintomi della morsicatura sono paralisi veloce con severa difficoltà di respirazione; la mortalità si avvicina al 100% senza antiveleno.

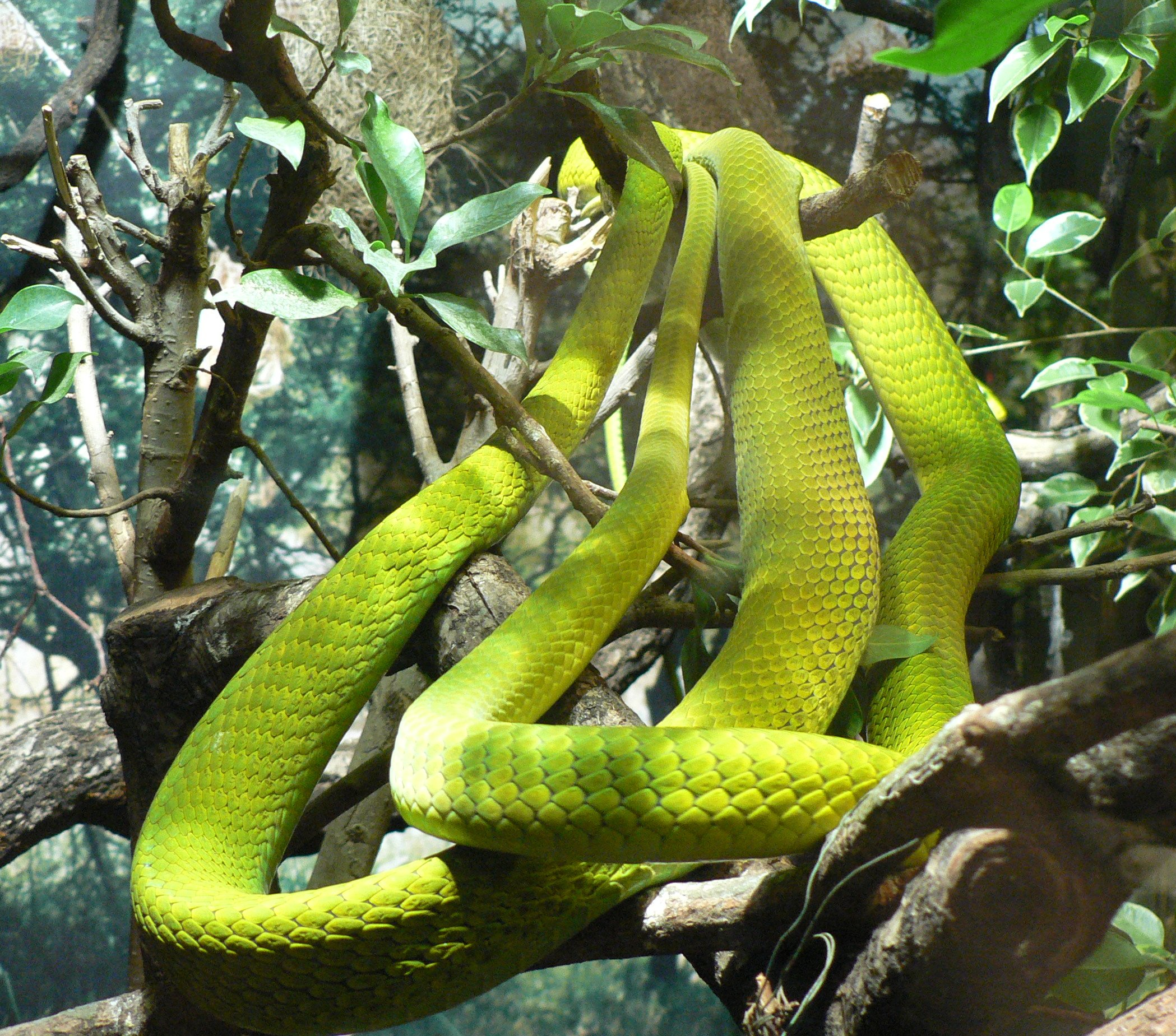
Il mamba verde orientale, sebbene sia più timido rispetto al mamba nero, possiede un morso velenoso che in assenza di antidoti è sempre fatale.

- Il mamba verde orientale, sebbene sia più timido rispetto al mamba nero, possiede un morso velenoso che in assenza di antidoti è sempre fatale.Serpente bruno reale, dotato di un potente veleno LD50 di 1,94 mg/kg, secondo tra i serpenti solo al Taipan dell'interno, grazie anche alle quantità elevatissime che inietta con un solo morso (fino a 4 - 5 volte di più rispetto alla media).
- Taipan comune  che è il terzo serpente più velenoso sulla Terra.

Altre specie sono segnalate dagli ofiologi per la loro pericolosità:
- Serpente tigre australiano che abita l'Australia meridionale, può mordere se si sente minacciato e pertanto è potenzialmente mortale per l'uomo.
- Serpente corallo comune, diffuso tra le regioni sudorientali degli Stati Uniti e il nord-est del Messico, uccide le vittime inoculando un potente veleno neurotossico che si pensa possa uccidere addirittura in soli 7 secondi e inoltre non esiste alcun antidoto noto.
- Serpente di mare della famiglia degli elapidi, diffuso vicino alle coste dell'Australia e del Sud-est asiatico, dieci volte più pericoloso del mamba nero, si è calcolato che siano sufficiente 1,5 milligrammi per uccidere un uomo di 80 kg.
- Il genere Acanthophis, elapidi chiamati comunemente "vipere della morte", nativi dell'Australia e Nuova Guinea, sono considerati tra i serpenti più velenosi al mondo.
- Gwardar, serpente molto veloce e altamente velenoso nativo dell'Australia.
- Alcuni elapidi del genere cobra in grado di allargare le costole per formare il famoso cappuccio, in grado di abbattere un elefante adulto con un morso.
- Mamba nero, considerato uno dei rettili più velenosi e pericolosi del mondo, è un ofide diffuso in Africa: dispone di un veleno letale, formato principalmente da neurotossine con un LD50 di 0.25 mg/kg, che gli ha procurato il soprannome di "ombra di morte", tenendo conto che in un solo morso solitamente ne inietta 120 mg. Il veleno è meno viscoso rispetto agli altri serpenti e questo ne velocizza l'immissione nel sistema circolatorio e quindi gli effetti, rendendolo in grado di uccidere un topo in meno di 20 secondi, relegandogli l'ulteriore soprannome di "sette passi", poiché l'estrema velocità dell'effetto del suo veleno non permetterebbe ad un uomo, dopo il morso, di percorrere più di sette passi. Senza cure adeguate, il tasso di letalità di un suo morso è del 100% anche se da alcuni decenni è disponibile un antidoto chiamato SAIMR Polyvalent antivenom prodotto dalla South African Vaccine Producers (Pty) Ltd, tuttavia per salvare la vita al malcapitato sono spesso necessarie più iniezioni[senza fonte].
- Cobra sputatore, caso più unico che raro tra i serpenti velenosi, ha la capacità di sputare a distanza il suo veleno, con un raggio d'azione di circa un metro e mezzo.
- Vipera dal corno, riscontrabile anche in italia.
- Bitis gabonica, conosciuta anche come "la morte vestita a festa" per la colorazione particolare della sua livrea, è la più grande vipera esistente, con i denti veleniferi più lunghi di qualsiasi altro serpente potendo raggiungere i 4,5 cm (la lunghezza dei canini di un lupo per intenderci). Il suo morso è estremamente doloroso ed il veleno, costituito da 35 proteine appartenenti a 12 famiglie di tossine, ha un effetto citotossico e un'azione anticoaugolante. Esiste un siero polivalente efficace per il veleno di questo rettile che va iniettato direttamente in vena.

### Cnidari
Numerosi cnidari sono capaci di infliggere punture dolorose per l'uomo e, in certi casi, letali. In particolare, alcuni membri della classe dei Cubozoi (a volte soprannominate "vespe di mare") sono molto pericolosi e talvolta mortali, come nel caso della medusa tropicale Chironex fleckeri.
Nello strato esterno del corpo delle meduse (ectoderma), soprattutto sui tentacoli, sono presenti cellule urticanti, gli cnidociti, che hanno funzioni difensive ma soprattutto offensive (per paralizzare la preda). Esse si attivano quando vengono toccate, grazie a un meccanocettore detto cnidociglio, ed estroflettono dei filamenti urticanti. La preda, in genere, viene uccisa per shock anafilattico.
La Carybdea marsupialis è una specie di Cubomedusae della famiglia Carybdeidae diffusa nel Mar Mediterraneo, il cui veleno può provocare serie ustioni.
La già citata Chironex fleckeri (più nota come vespa di mare o medusa scatola) è conosciuta per essere il secondo animale più velenoso al mondo in assoluto dopo il serpente Taipan. È  diffusa nella fascia costiera dei mari del nord dell'Australia e del Sudest asiatico, dove si nutre di crostacei e piccoli pesci. Ogni tentacolo è ricoperto da decine di migliaia di microscopiche nematocisti, che sono attivate dalla pressione e da un innesco chimico, iniettando veleno che può causare l'arresto cardiaco.
Le meduse Irukandji sono meduse di piccole dimensioni estremamente velenose, che si trovano soprattutto presso le coste australiane. La puntura di una medusa Irukandji appunto causa dei sintomi noti come “Sindrome di Irukandji”. Sono stati documentati per la prima volta da Hugo Flecker nel 1952. Si sa poco sul ciclo di vita e sul veleno delle meduse Irukandji; in parte questo è dovuto alle loro piccole dimensioni, ed alla loro fragilità, che non consente di conservarle in normali bocce per pesci o in acquari; i ricercatori ritengono che il veleno possegga una forza sufficiente a stordire in modo immediato le prede delle meduse Irukandji, che sono pesci piccoli e veloci. La Sindrome di Irukandji è causata da una quantità molto ridotta di veleno e produce dolori a varie parti del corpo (tipicamente crampi ai muscoli crociati di braccia e gambe, intenso dolore alla schiena ed ai reni, e sensazioni simili a quelle causate da ustioni alla pelle ed in particolare al viso), emicrania, nausea, insonnia, sudorazione accentuata, vomito, tachicardia e ipertensione arteriosa. Dal 2007 il Solfato di magnesio viene usato per trattare la Sindrome di Irukandji.
La caravella portoghese, Physalia physalis, è un sifonoforo  e quindi non una medusa, bensì una colonia composta da quattro diversi tipi di polipi. È diffusa nei mari tropicali e subtropicali, ma occasionalmente la si incontra anche nel Mar Mediterraneo occidentale.  Dispone, sui suoi tentacoli, di 10 tipi di veleni diversi che possono provocare la paralisi e persino l'arresto cardiaco nell'uomo.

### Aracnidi e insetti
I principali aracnidi pericolosi o velenosi per l'uomo sono la zecca, gli scorpioni, la scolopendra e i ragni quali la vedova nera, il ragno violino, la malmignatta, la tarantola (Theraphosidae e Lycosidae), ecc.
I principali insetti velenosi appartengono invece alla classe degli imenotteri (vespe, specialmente i calabroni, api, ecc.); le zanzare, i flebotomi, le mosche, le pulci e i pidocchi possono trasmettere malattie.